# Azurara (Vila do Conde)
Azurara es una freguesia portuguesa del municipio de Vila do Conde, con 2,11 km² de superficie y 2102 habitantes (2001). Su densidad de población es de 996,2 hab/km².